# Европско првенство у атлетици у дворани 2011 — 800 метара за жене
Такмичење у дисциплини трчања на 800 метара у женској конкуренцији на Европском првенству у атлетици 2011. у Паризу одржавана је од 4. до 6. марта када је одржана финална трка.
Титулу освојену у Торино 2009, није бранила Марија Савинова из Русије.

## Земље учеснице
Учествовала је 21 такмичарка из 14 земаља.
1. Албанија (1)
2. Бугарска (1)
3. Грчка (1)
4. Литванија (1)
5. Немачка (1)
6. Румунија (2)
7. Русија (3)
8. Турска (2)
9. Украјина (2)
10. Уједињено Краљевство (2)
11. Финска (1)
12. Француска (1)
13. Чешка (1)
14. Шпанија (2)

## Рекорди пре почетка такмичења
| Светски рекорд                              | Јоланда Челпак  | Словенија | 1:55,82 | Беч, Аустрија  | 3. март 2002     |
| Европски рекорд                             | Јоланда Челпак  | Словенија | 1:55,82 | Беч, Аустрија  | 3. март 2002     |
| Рекорди европских првенстава                | Јоланда Челпак  | Словенија | 1:55,82 | Беч, Аустрија  | 3. март 2002     |
| Мајбољи светски резултат сезоне у дворани   | Јулија Русанова | Русија    | 1:58,14 | Москва, Русија | 17. фебруар 2011 |
| Најбољи европски трезултат сезоне у дворани | Јулија Русанова | Русија    | 1:58,14 | Москва, Русија | 17. фебруар 2011 |

### Најбољи европски резултати у 2011. години
Десет најбољих европских такмичарки на 800 метара у дворани 2011. године пре почетка првенства (4. марта 2011), имале су следећи пласман на европској и светској ранг листи. (СРЛ)
| 1   | Јулија Русанова        | Русија               | 1,58,14 | 17. фебруар | 1. СРЛ   |
| 2.  | Џенифер Медоуз         | Уједињено Краљевство | 1:59,22 | 19 фебруар  | 2.СРЛ    |
| 3.  | Јелена Аржакова        | Русија               | 1:59,35 | 17. фебруар | 3. СРЛ   |
| 4.  | Татјана Палијенко      | Русија               | 2:00,17 | 17. фебруар | 5. СРЛ   |
| 5.  | Анастасија Восмерикова | Русија               | 2:00,76 | 17. фебруар | 7. СРЛ   |
| 6.  | Ирина Марачева         | Русија               | 2:01,12 | 25. фебруар | 8. СРЛ   |
| 7.  | Јелена Котулска        | Русија               | 2:01,14 | 30. јануар  | 10. СРЛ  |
| =7. | Викторија Рибалко      | Русија               | 2:01,14 | 16. фебруар | =10. СРЛ |
| 9.  | Александра Буланова    | Русија               | 2:01,18 | 19. јануар  | 11. СРЛ  |
| 10. | Егле Балчиунаите       | Литванија            | 2:01,23 | 11. фебруар | 12. СРЛ  |

Такмичарке чија су имена подебљана учествују на ЕП 2013.

## Сатница
| Датум   | Време |               |
| ------- | ----- | ------------- |
| 4. март | 16:25 | Квалификације |
| 5. март | 15:20 | Полуфинале    |
| 6. март | 16:00 | Финале        |

## Освајачи медаља
|                                     |                       |                                   |
| Џенифер Медоуз Уједињено Краљевство | Линда Марге Француска | Мерлин Окоро Уједињено Краљевство |

На такмичењу су оборена само два лична рекорда.

## Резултати

### Квалификације
Такмичарке су подељене у 4 групе, прву са 6, а остале са пет такмичарки. У полуфинале иде по 2 првопласиране из сваке групе (КВ) и 4 на оснону постигнутог резултата (кв).
| Плас. | Група | Стаза | Такмичарка             | Земља                | ЛР      | ЛРС     |  | Време   | Белешка |
| ----- | ----- | ----- | ---------------------- | -------------------- | ------- | ------- |  | ------- | ------- |
| 1.    | 2     | 5     | Јевгенија Зинурова     | Русија               | 1:58,65 | 1:58,83 |  | 2:01,07 | КВ      |
| 2.    | 2     | 6     | Линда Марге            | Француска            | 2:01,87 | 2:01,87 |  | 2:02,21 | КВ      |
| 3.    | 4     | 3     | Џенифер Медоуз         | Уједињено Краљевство | 1:58,43 | 1:59,22 |  | 2:02,96 | КВ      |
| 4.    | 2     | 2     | Јелиз Курт             | Турска               | 2:02,47 | 2:02,47 |  | 2:03,02 | кв      |
| 4     | 4     | 4     | Тетјана Петљук         | Украјина             | 1:58,67 | 2,01,64 |  | 2:03,02 | КВ      |
| 6.    | 1     | 6     | Татјана Палијенко      | Русија               | 2:0017  | 2:00,17 |  | 2:03,24 | КВ      |
| 7.    | 4     | 5     | Елијан Периз           | Шпанија              | 2:03,53 | 2:03,80 |  | 2:03,56 | кв, ЛРС |
| 8.    | 4     | 2     | Јана Хартман           | Немачка              | 2:02,48 | 2:02,48 |  | 2:03,58 | кв      |
| 9.    | 1     | 4     | Егле Балчиунаите       | Литванија            | 2:01,23 | 2:01,23 |  | 2:03,74 | КВ      |
| 10.   | 2     | 4     | Елени Филандра         | Грчка                | 2:03,45 | 2:03,93 |  | 2:03,89 | ЛРС     |
| 11.   | 1     | 1     | Мерлин Окоро           | Уједињено Краљевство | 1:59,27 | 2:02,99 |  | 2:03,86 | кв      |
| 12.   | 3     | 4     | Јулија Русанова        | Русија               | 1:58,14 | 1:58,14 |  | 2:05,17 | КВ      |
| 13.   | 3     | 3     | Лилија Лобанова        | Украјина             | 2:02,28 | 2:02,28 |  | 2:05,41 | КВ      |
| 14.   | 3     | 2     | Ленка Масна            | Чешка                | 2:01,85 | 2:02,12 |  | 2:06,65 |         |
| 15.   | 3     | 6     | Михаела Нуну           | Румунија             | 2:05,11 | 2;05,11 |  | 2:06,67 |         |
| 16.   | 1     | 3     | Теодора Коларева       | Бугарска             | 2:00,07 | 2:07,30 |  | 2:08,21 |         |
| 17.   | 1     | 2     | Љуиза Гега             | Албанија             | 2:08,18 |         |  | 2:08,75 |         |
| 18.   | 2     | 3     | Маргарита Фуентес-Пила | Шпанија              | 2:03,58 | 2:05,14 |  | 2:09,15 |         |
| 19.   | 3     | 5     | Суви Селвенијус        | Финска               | 2:04,06 | 2:04,06 |  | 2:10,88 |         |
| —     | 1     | 5     | Мерве Ајдин            | Турска               | 2:02,91 | 2:02,91 |  | НЗ      | НЗ      |
| —     | 4     | 6     | Мирела Лавриц          | Румунија             | 2:02,83 | 2:07,17 |  | НЗ      | НЗ      |

### Полуфинале
За финале су се пласирале по 3 прволасиране (КВ) из обе полуфиналне групе.
| Плас. | Група | Стаза | Такмичарка         | Земља                | Време   | Белешка |
| ----- | ----- | ----- | ------------------ | -------------------- | ------- | ------- |
| 1.    | 2     | 5     | Џенифер Медоуз     | Уједињено Краљевство | 2:00,65 | КВ      |
| 2.    | 2     | 4     | Јевгенија Зинурова | Русија               | 2:00,93 | КВ      |
| 3.    | 2     | 6     | Линда Марге        | Француска            | 2:01,32 | КВ, ЛР  |
| 4.    | 2     | 3     | Тетјана Петљук     | Украјина             | 2:02,19 |         |
| 5.    | 1     | 5     | Егле Балчиунаите   | Литванија            | 2:02,44 | КВ      |
| 6     | 1     | 4     | Јулија Русанова    | Русија               | 2:02,48 | КВ      |
| 7.    | 1     | 1     | Мерлин Окоро       | Уједињено Краљевство | 2:02,65 | КВ, ЛРС |
| 7.    | 2     | 2     | Јана Хартман       | Немачка              | 2:02,65 |         |
| 9.    | 1     | 2     | Лилија Лобанова    | Украјина             | 2:02,67 |         |
| 10.   | 1     | 6     | Елијан Периз       | Шпанија              | 2:03,31 | ЛР      |
| 11.   | 2     | 1     | Јелиз Курт         | Турска               | 2:03,32 |         |
| 12.   | 1     | 3     | Татјана Палијенко  | Русија               | 2:03,41 |         |

### Финале
| Плас. | Стаза | Атлетичарка         | Земља                | Време   | Белешка |
| ----- | ----- | ------------------- | -------------------- | ------- | ------- |
|       | 5     | Џенифер Медоуз      | Уједињено Краљевство | 2:00,50 |         |
|       | 6     | Линда Марге         | Француска            | 2:01,61 |         |
|       | 1     | Мерлин Окоро        | Уједињено Краљевство | 2:02,46 | ЛРС     |
| 4.    | 2     | Егле Балчиунаите    | Литванија            | 2:04,86 |         |
| —     | 4     | Јевгенија Зинурова* | Русија               | 2:00,19 | Диск.   |
| —     | 3     | Јулија Русанова*    | Русија               | 2:00,80 | Диск..  |

- Јевгенија Зинурова је у јулу 2012. суспендована на две године на основу њеног биолошког пасоша (абнормалне вредности профила у крви) и одузета јој је европска титула. Супензија траје од 13. септембра 2011. до 13. сепртембра 2013.

Јулија Русанова дисквалификована је на две године до 27. јануара 2015, јер је у јануару 2013. установљено је да је користила недозвољена средства. Сви резултати постигнути после 3. марта 2011. се бришу.

#### Међувремена
200 м Џенифер Медоуз  Уједињено Краљевство — 29,96
400 м Џенифер Медоуз  Уједињено Краљевство — 58,27
600 м Џенифер Медоуз  Уједињено Краљевство — 1:28,87